# Once in Royal David's City

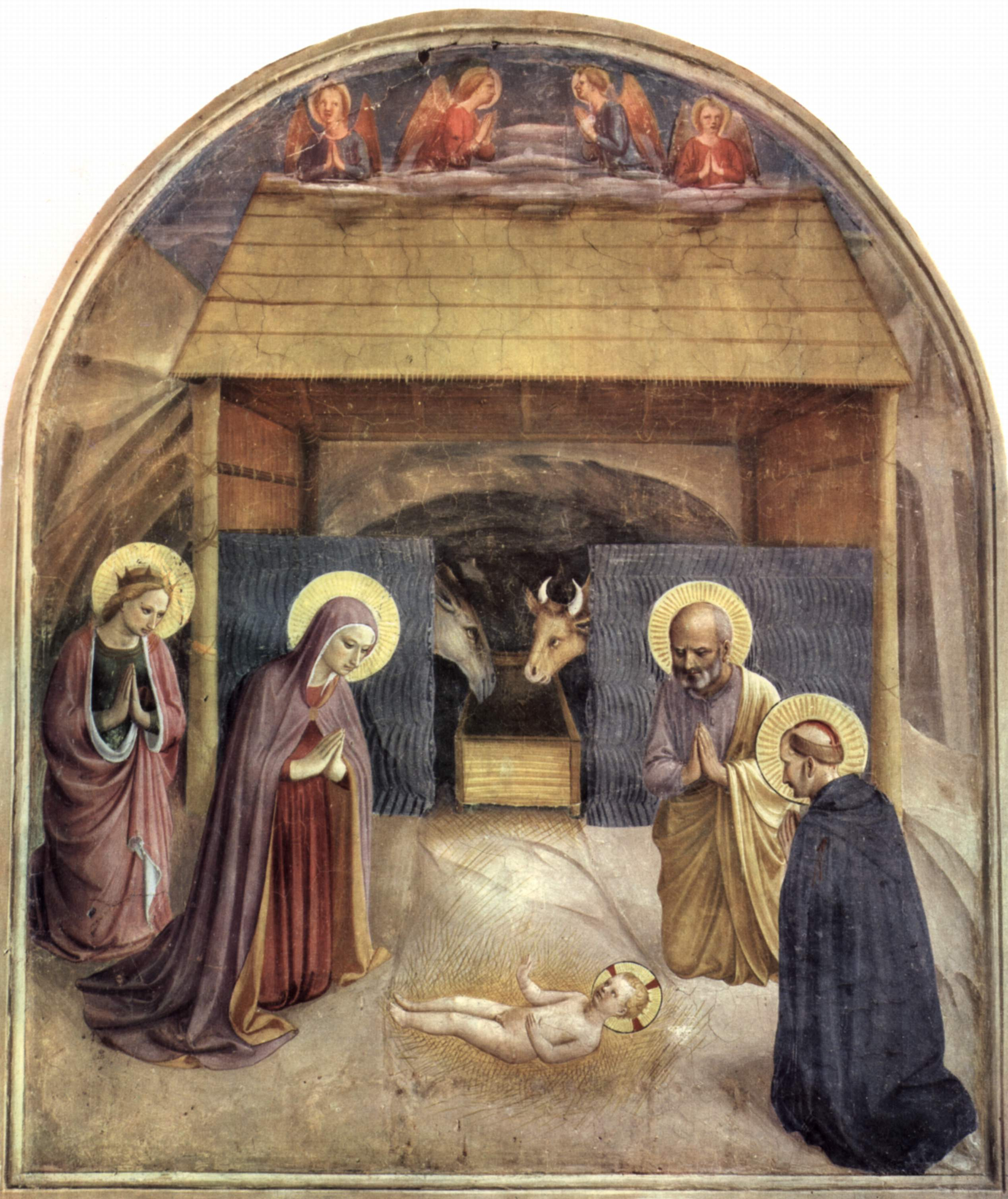
De aanbidding van het Kind, in de stad van David

Once in Royal David's City (Nederlands: In de stad van koning David) is een traditionele Engelse christmas carol, op tekst van de Ierse dichteres Cecil Frances Alexander (1818-1895) en op muziek van Henry John Gauntlett. De tekst van dit kerstlied staat met vermelding van haar naam in de liedbundel Hymns for Children, dat uitkwam in 1848. Het lied bezingt een gebeurtenis in de koninklijke stad Davids, waarmee Bethlehem wordt bedoeld. Bethlehem is volgens de overlevering zowel de geboorteplaats van  koning David als van Jezus. De tekst gaat over de gebeurtenissen rond de geboorte van Jezus in de stal van Bethlehem. In de tekst wordt ook een verband gelegd met de algemene betekenis die dit verhaal zou hebben voor het menselijk leven. Zoals Hij in de armen van zijn moeder lag, zo hebben wij allemaal in de armen van onze moeders gelegen. En Hem, hoewel nederig geboren, zullen wij eens terugzien. En dat zal niet zijn in een nederige stal, maar in de Hemel, aan de rechterhand van de Heer. Waar het lied verder allerlei gebeurtenissen uit het leven van de kleine Jezus verhaalt, worden daar steeds lessen voor de eigen tijd aan verbonden.
Het lied is een evergreen onder de Engelse kerstliederen en is ook zeer bekend in het Nederlands taalgebied, waar verschillende vertalingen in omloop zijn.

## Tekst
Once in royal David's city
Stood a lowly cattle shed,
Where a mother laid her baby
In a manger for His bed:
Mary was that mother mild,
Jesus Christ her little child.
He came down to earth from heaven,
Who is God and Lord of all,
And His shelter was a stable,
And His cradle was a stall;
With the poor, and mean, and lowly,
Lived on earth our Saviour Holy.
And through all His wondrous childhood
He would honour and obey,
Love and watch the lowly Maiden,
In whose gentle arms He lay:
Christian children all must be
Mild, obedient, good as He.
For He is our childhood's pattern;
Day by day, like us He grew;
He was little, weak and helpless,
Tears and smiles like us He knew;
And He feeleth for our sadness,
And He shareth in our gladness.
And our eyes at last shall see Him,
Through His own redeeming love;
For that Child so dear and gentle
Is our Lord in heaven above,
And He leads His children on
To the place where He is gone.
Not in that poor lowly stable,
With the oxen standing by,
We shall see Him; but in heaven,
Set at God's right hand on high;
Where like stars His children crowned
All in white shall wait around.